# Tuarangisaurus keyesi
Il tuarangisauro (Tuarangisaurus keyesi) è un rettile marino estinto, appartenente ai plesiosauri. Visse nel Cretaceo superiore (Campaniano/Maastrichtiano, circa 72 milioni di anni fa) e i suoi resti fossili sono stati ritrovati in Nuova Zelanda.

## Descrizione
Questo rettile è noto per alcuni fossili comprendenti un cranio, parte di una mandibola e sette vertebre cervicali di un esemplare adulto. Altri fossili ritrovati nelle vicinanze sono stati attribuiti a esemplari giovani. Come tutti i plesiosauri, Tuarangisaurus doveva possedere un corpo schiacciato e quattro arti simili a pinne. Il collo era notevolmente allungato, mentre la testa (lunga circa 37 centimetri) era dotata di lunghi denti aguzzi. La lunghezza totale dell'esemplare adulto doveva aggirarsi sugli 8 - 9  metri.

## Classificazione
Descritto per la prima volta nel 1986, Tuarangisaurus è stato ritrovato a North Island (Mangahouanga Stream), nella zona dei Maori. È considerato un tipico rappresentante degli elasmosauridi, un gruppo di plesiosauri dal collo particolarmente sviluppato, caratteristici dei mari cretacei. Non sono chiare le affinità di Tuarangisaurus con gli altri membri della famiglia, ma i resti fossili indicano che questo animale differiva in alcuni aspetti da Mauisaurus, un altro elasmosauro proveniente dal Cretaceo superiore neozelandese. Il nome Tuarangisaurus deriva dalla parola Maori tuarangi, che significa "antico".
Un'altra specie di Tuarangisaurus, proveniente dall'Australia, è stata descritta nel 2005 (T. australis); questa specie, tuttavia, è stata in seguito attribuita al genere australiano Eromangasaurus.